# 269390 Igortkachenko
269390 Igortkachenko este un asteroid din centura principală de asteroizi.

## Descriere
269390 Igortkachenko este un asteroid din centura principală de asteroizi. A fost descoperit pe 27 august 2009 la Tzec Maun de Léonid Vladimirovitch Élénine. Asteroidul prezintă o orbită caracterizată de o semiaxă mare de 2,66 ua, o excentricitate de 0,26 și o înclinație de 5,6° în raport cu ecliptica.